# Berger, Akershus
Berger, Akershus là một làng nằm ở Na Uy.